# Réserve naturelle d'Atnsjømyrene
La réserve naturelle d'Atnsjømyrene est une réserve naturelle norvégienne et site Ramsar située le long de la rivière Atna dans les communes de Sør-Fron dans l'ancien Comté d'Oppland, et de Folldal et Stor-Elvdal de l'ancien Comté de Hedmark (aujourd'hui réunis dans le comté d'Innlandet. La réserve a été créée en 2001 et a une superficie de 5.32 km².
Les marais autour du lac Atnsjøen abritent  de grandes tourbières avec des saules. Le marais a une grande valeur pour la vie des oiseaux. Il est situé à environ 700 mètres d'altitude, au nord-ouest du lac Atnsjøen, à l'est du parc national de Rondane et de la réserve naturelle de Myldingi.
La réserve naturelle a été désignée pour site Ramsar en 2011. 